# 염동열
염동열(廉東烈, 1961년 2월 28일 ~ )은 대한민국의 정치인이다. 미래한국당 소속의 제19대 ~ 제20대 국회의원이다.

## 학력
- 1973년 횡계국민학교 졸업
- 1976년 도암중학교 졸업
- 1979년 강릉명륜고등학교 졸업
- 1986년 관동대학교 경영학 학사
- 1989년 관동대학교 대학원 행정학 석사
- 2012년 국민대학교 대학원 행정학 박사

## 경력
- 2002년 5월 ~ 2003년 11월: 대한석탄공사 감사
- 한나라당 강원도당 선거대책위원회 부위원장
- 2011년 8월 ~ 2011년 12월: 한나라당 대표최고위원 평창동계올림픽지원 특별보좌관
- 2010년 10월 ~ 2012년 2월: 한나라당 태백영월평창정선당원협의회 운영위원장
- 사단법인 세계신지식인협회 고문

## 의정 활동
- 2012년 5월 30일 ~ 2016년 5월 29일: 제19대 국회의원(강원 태백시·영월군·평창군·정선군, 새누리당, 초선)
- 2013년 3월 ~ 2016년 5월: 제19대 국회 전, 후반기 교육문화체육관광위원회 위원
- 2013년 6월 ~ 2014년 5월: 제19대 국회 전반기 윤리특별위원회 간사
- 2013년 8월 ~ 2014년 5월: 제19대 국회 전반기 예산결산특별위원회 위원
- 2014년 5월 : 새누리당 원내부대표
- 2014년 6월 ~ 2015년 7월: 새누리당 강원도당 위원장
- 2014년 6월 ~ 2016년 5월: 제19대 국회 후반기 윤리특별위원회 위원
- 2014년 6월 ~ 2015년 2월: 제19대 국회 후반기 국회운영위원회 위원
- 2016년 5월 30일 ~ 2020년 5월 29일: 제20대 국회의원(강원 태백시·횡성군·영월군·평창군·정선군, 새누리당→자유한국당→미래통합당→무소속→미래한국당→미래통합당, 재선)
- 2016년 8월 ~ 2018년 5월: 제20대 국회 전반기 교육문화체육관광위원회 간사
- 2016년 9월 ~ 2016년 12월: 새누리당 수석대변인
- 2017년 ~ 2018년 6월: 자유한국당 정책위원회 교육문화체육관광 정책조정위원장
- 2017년 1월 ~ 2017년 2월: 새누리당 전략기획부총장
- 2017년 2월 ~ 2017년 6월: 자유한국당 전략기획부총장
- 2017년 6월 ~ 2017년 7월: 자유한국당 사무총장
- 2017년 7월 ~ 2017년 11월: 자유한국당 당대표 비서실장
- 2017년 11월 ~ 2018년 5월: 제20대 국회 청년미래특별위원회 위원
- 2017년 12월 ~ 2018년 6월: 자유한국당 최고위원
- 2018년 5월 ~ 2018년 6월: 자유한국당 6·13 지방선거 중앙선거대책위원회 부위원장
- 2018년 7월 ~ 2020년 5월: 제20대 국회 후반기 문화체육관광위원회 위원
- 2018년 12월 ~ 2020년 2월 : 자유한국당 강원도당 태백시·횡성군·영월군·평창군·정선군 당협위원장
- 2019년 7월 ~ 2020년 5월: 제20대 국회 예산결산특별위원회 위원
- 2019년 10월 ~ 2020년 2월 : 자유한국당 국가정상화특별위원회 부위원장
- 2019년 12월 ~ 2020년 2월 : 자유한국당 인재영입위원장
- 2020년 2월 ~ 2020년 3월 : 미래통합당 인재영입위원장
- 2020년 2월 ~ 2020년 3월 : 미래통합당 강원도당 태백시·횡성군·영월군·평창군·정선군 당협위원장
- 2020년 3월 ~ 2020년 5월 : 미래한국당 사무총장
- 2020년 3월 ~ 2020년 4월 : 미래한국당 4·15 공천관리위원회 부위원장
- 2025년 4월~2025년 4월: 국민의힘 홍준표 제21대 대통령 선거 경선후보 무대홍 캠프 인재영입본부장

## 논란
강원 평창군 일대를 '올림픽 배후도시'로 개발하자는 법안을 적극 추진하고 있는 새누리당 염동열 의원이 평창 일대에 20여만 m²의 땅을 갖고 있는 것으로 확인되어 논란이 되고 있다. 법안을 통하여 자신의 땅값을 올리려는 의도가 의심되고, 염 의원의 땅과 인접한 곳에 ‘비선 실세’ 최순실이 갖고 있는 땅이 있어 정치권에서는 법안추진이 최순실과 관련이 있다는 의혹이 나오고 있다. 이에 대해 염동열 의원은 땅값과는 무관한 법안이고 최순실과는 관련이 없다고 해명하였다.

### 강원랜드 취업청탁 논란
염동열 의원이 강원랜드에 80여명을 취업청탁한 의혹이 나와 논란이 되고 있다. 이에 대해 보좌관이 개인적으로 한일이라고 혐의를 부인하였으나 이에 염동열 의원의 전 보좌관이 청탁인사 명단과 구체적인 신상까지 밝히면서 논란이 커지고 있다.
과거 염동열 의원의 정선지역 보좌관을 하고 있던 김 전 보좌관은 염동열 의원의 지역구인 태백, 정선, 영월 등지의 유력 인사 30여명이 염 의원 쪽에 강원랜드 취업을 청탁한 내용이라며 관련 문건을 공개했다. 해당 문건은 엑셀 파일로 작성된 A4용지 4장으로 지원자 55명의 이름과 지역, 응시분야, 주민번호, 연락처, 추천자 이름 등이 정리되어 있다. 또한 1차, 2차, 3차, 최종까지의 합격여부까지 상세히 기록되어 있다. 문건에 따르면 정선군의 한 유력인사는 최대 6명까지 추천하기도 했으며 영월, 정선, 평창, 태백지역의 전현직 도의원, 군의원, 지역 협의회 관계자, 개인사업자 등이 1~3명의 응시자를 추천했다. 이 가운데 추천자의 절반인 27명이 강원랜드에 합격한 것으로 문건은 기록돼 있다.
김 전 보좌관은 "염동열 의원의 서울 사무소에서 염동열 의원이 추천한 응시자가 얼마나 합격 됐는지 여부를 보고하라고 해서 작성한 것"이라고 주장했다. 이어 해당 문건을 2013년 1월 11일 오전 11시 36분 당시 염 의원의 서울 사무소 비서관 이모씨와 박모씨 2명의 전자메일로 보냈다고 김 전 보좌관은 강조했다. 김 전 보좌관은 "서울사무소에서 내려온 청탁 명부는 손글씨로 되어 있었고 보낸 뒤 명부를 파쇄 하라고 시켰다"며 "이번 문건도 컴퓨터 보낸편지함에서 우연히 찾게 된 만큼 손글씨로 된 문서도 찾고 있는 중"이라고 전했다. 그러면서 "문건이 공개된 후 염 의원에게 청탁한 사람들이 내게 전화를 해 당시 일을 해명하거나 자신의 이름이 거론되지 않았으면 좋겠다는 취지의 발언도 했다"고 폭로하였으며 공개 배경에 대해 김 전 보좌관은 "염동열 의원이 얼마전 기자회견에서 지역 보좌관인 내가 개인적으로 청탁한 것이라는 취지로 해명해 문건 공개를 결심했다"고 밝혔다.
검찰은 구속영장을 청구했고 국회 본회의에 체포동의안이 상정되었으나, 총 275명이 투표해 98명이 찬성, 172명이 반대, 1명이 기권, 4명이 무효표를 던져 부결됐다. 이와 함께 홍문종 자유한국당 의원의 체포동의안도 부결되었다. 더불어민주당 의원들 중에서도 20~30명 정도가 염 의원의 체포동의안에 반대한 것으로 계산되면서, 홍영표 더불어민주당 원내대표는 "원내대표로서 책임을 통감한다"면서 "특권과 반칙 없는 사회를 이끌어야 할 국회가 제 식구 감싸기로 체포동의안을 부결시킨 건 자가당착이며, 어떤 변명의 여지도 없다"고 사과하였다.
2018년 7월 16일, 강원랜드 채용 비리 관련 특별수사단(단장 양부남 의정부지검장)은 염 의원을 2013년 자신의 지역구 보좌관을 통해 자기소개서 점수를 조작하는 등의 방법으로 지인과 지지자 자녀 등 39명을 강원랜드 2차 교육생으로 채용되도록 청탁한 혐의(직권남용·업무방해)로 기소했다. 2020년 1월 30일 서울중앙지법에서 열린 1심에서 재판부(형사30부 재판장 권희) 39명 중 3명을 제외한 36명을 강원랜드에 채용되도록 청탁한 혐의(업무방해)를 유죄로 인정하여 징역 1년을 선고했고, 직권남용 혐의는 무죄를 선고했다.

## 역대 선거 결과
|  | 34.67% |

|  | 44.98% |

|  | 56.61% |

|  | 40.75% |

## 소속 정당
| 소속 정당 | 소속 정당    | 소속 기간 | 비고      |
| --------- | ------------ | --------- | --------- |
|           | 민주정의당   | 1985~1990 | 정계 입문 |
|           | 민주자유당   | 1990~1995 | 합당      |
|           | 신한국당     | 1995~1997 | 당명 변경 |
|           | 한나라당     | 1997~2000 | 합당      |
|           | 무소속       | 2000      | 탈당      |
|           | 새천년민주당 | 2000~2003 | 입당      |
|           | 무소속       | 2003      | 탈당      |
|           | 열린우리당   | 2003~2007 | 창당      |
|           | 무소속       | 2007~2008 | 탈당      |
|           | 한나라당     | 2008~2012 | 복당      |
|           | 새누리당     | 2012~2017 | 당명 변경 |
|           | 자유한국당   | 2017~2020 | 당명 변경 |
|           | 미래통합당   | 2020      | 합당      |
|           | 무소속       | 2020      | 탈당      |
|           | 미래한국당   | 2020      | 입당      |
|           | 미래통합당   | 2020      | 합당      |
|           | 국민의힘     | 2020~현재 | 당명 변경 |

## 같이 보기
- 태백시·영월군·평창군·정선군
- 태백시의 국회의원
- 영월군의 국회의원
- 평창군의 국회의원
- 정선군의 국회의원
- 태백시·횡성군·영월군·평창군·정선군
- 횡성군의 국회의원